# T-35
Il T-35 fu un carro armato pesante utilizzato dall'esercito sovietico durante la guerra d'inverno e durante le fasi iniziali della seconda guerra mondiale.

## Storia

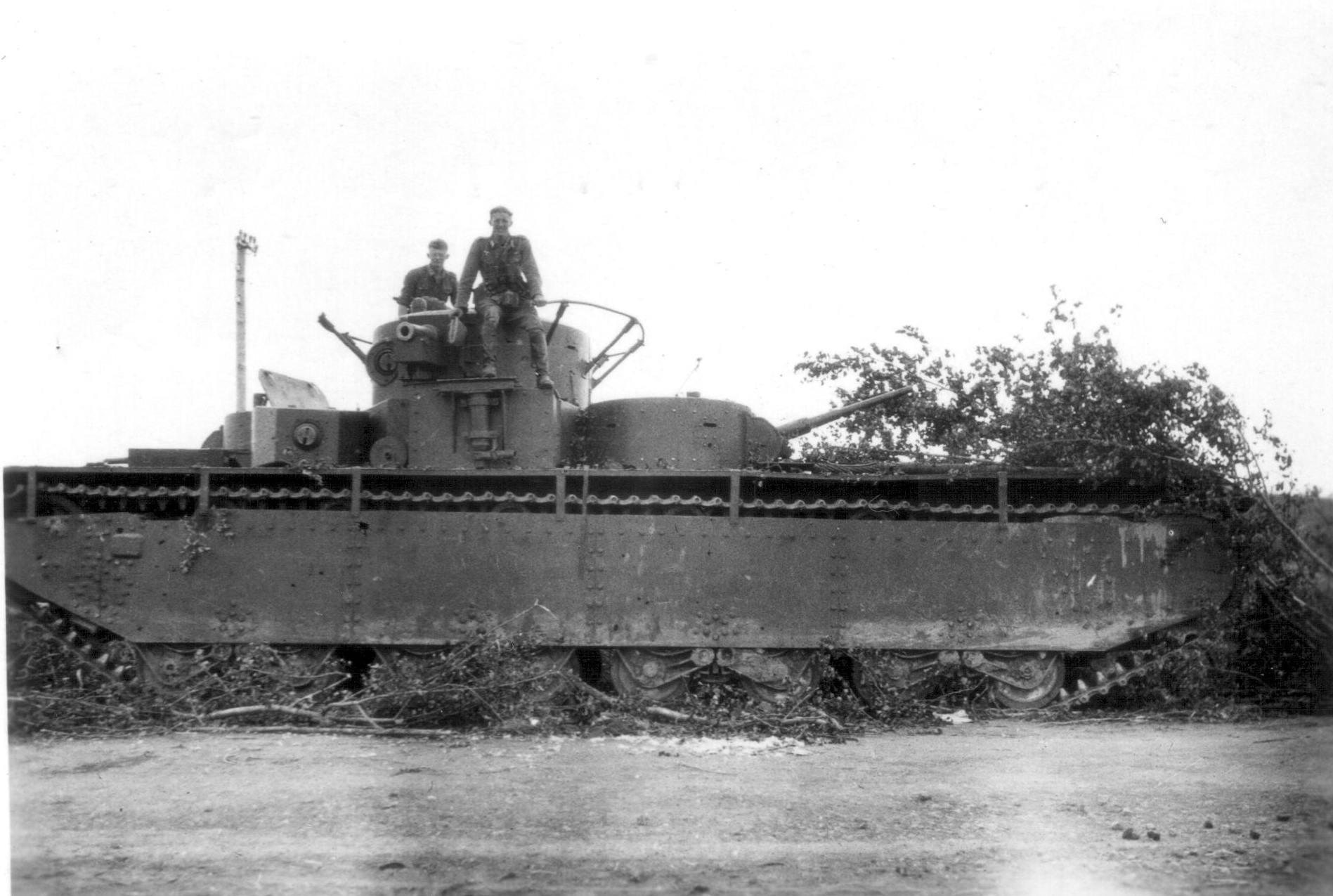
Truppe tedesche su un T-35 catturato

Nelle ultime fasi della prima guerra mondiale la realizzazione di carri pesanti quali il FCM 2C francese ed il Vickers A1E1 Independent britannico aveva suscitato l'interesse delle alte sfere sovietiche. Si credeva, erroneamente, che un carro multi-torretta, ingaggiando più bersagli contemporaneamente, sarebbe stato inarrestabile. Si faceva molto affidamento sull'effetto psicologico di tali mezzi.

## Sviluppo
Il T-35 fu concepito come carro pesante di sfondamento, seguendo le idee della prima guerra mondiale. Lo scafo faceva affidamento su una sospensione protetta con 8 grossi rulli portanti.
Su quello montava 5 torrette ospitanti l'armamento principale. Una conteneva un obice da 76,2 mm M1927/32 e disponeva di apparecchiatura radio. Delle restanti 4, 2 erano torrette del carro leggero BT-5 mentre le rimanenti erano armate con mitragliatrici cal 7,62 mm.

## Impiego operativo

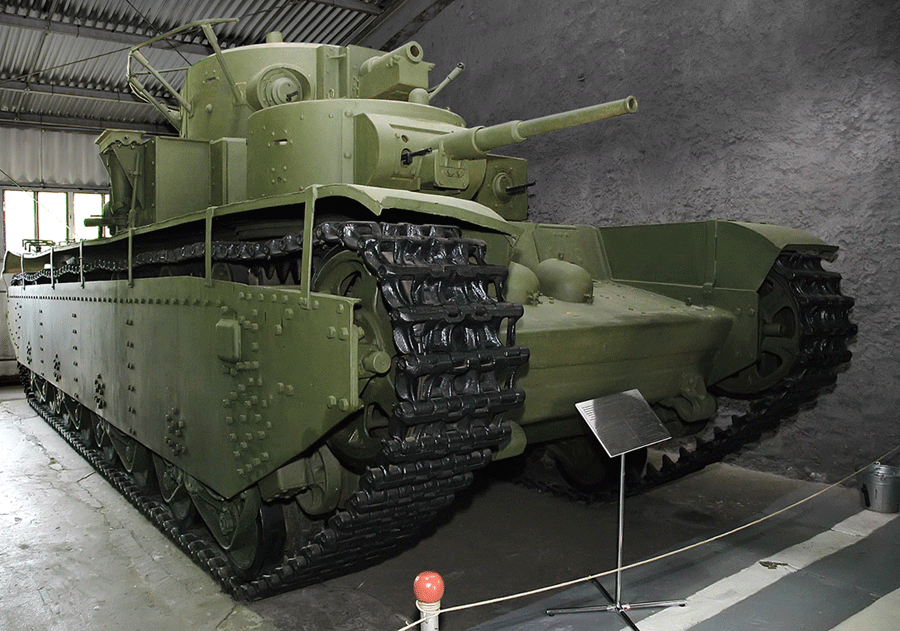
T-35 esposto al museo di Kubinka

Costruito dal 1933 al 1939, fu inizialmente affidato alla 5ª Brigata carri pesanti con l'obiettivo di difendere Mosca. Vide il battesimo del fuoco durante la guerra d'inverno, dove fu impiegato contro le fortificazioni della linea Mannerheim. Il T-35 si rivelò un veicolo lento e di difficile manovrabilità, inoltre l'infimo spessore della corazza (di massimo 30 mm) rispetto alla mole, ne scoraggiò un'ulteriore produzione. Alcuni carri superstiti si scontrarono contro i reparti germanici durante l'operazione Barbarossa, ma con scarso successo. Questi mezzi potevano infatti essere facilmente aggirati o colpiti dai cacciabombardieri ma molti vennero persi anche per guasti meccanici. Ne furono prodotti 61 nelle 2 versioni principali e non ebbe successo se non come veicolo di propaganda.